# Alexander Arpaschi
Alexander Arpaschi (* 24. Mai 1970 in Karlsruhe) ist ein deutscher Politiker (AfD).

## Leben
Alexander Arpaschi absolvierte nach Abitur und Wehrdienst von 1990 bis 1995 ein Maschinenbaustudium an der TH Karlsruhe (heute KIT), das er als Diplom-Ingenieur abschloss. Von 2009 bis 2011 folgte ein berufsbegleitendes Studium der Betriebswirtschaft an der Steinbeis-Hochschule in Berlin mit dem Abschluss als Bachelor of Business Administration (BBA).
Von 1995 bis 2011 war er als Projektleiter im internationalen Anlagengeschäft bei der Siemens AG tätig. Von 2012 bis 2019 war er Geschäftsführer eines von ihm gegründeten Immobilienunternehmens in Karlsruhe. 2016/17 war er als Büroleiter im Landtag von Baden-Württemberg tätig. Von 2019 bis 2025 arbeitete er als akkreditierter parlamentarischer Assistent beim Europäischen Parlament im Büro des AfD-Europaabgeordneten Marc Jongen.
Arpaschi ist geschieden und Vater eines Sohnes. Er ist Mitglied im Freundeskreis Festspielhaus Baden-Baden e.V. und wohnt in Baden-Baden.

## Politik
Arpaschi war von 2000 bis 2012 Mitglied der Christlich-Demokratischen Union (CDU). Seit 2014 ist er Mitglied der AfD. Von 2015 bis 2017 war er Mitglied des Vorstands des AfD-Kreisverbands Karlsruhe-Stadt. Seit 2019 ist er Mitglied des Vorstands des AfD-Kreisverbands Baden-Baden/Rastatt, seit 2024 ist er dort auch Vorsitzender. Seit 2023 ist er Rechnungsprüfer im AfD-Bundesverband. Seit 2024 gehört er dem Landesvorstand der AfD Baden-Württemberg an. Seit 2021 ist er Gemeinderat in Baden-Baden.
Arpaschi war Kandidat bei der Landtagswahl in Baden-Württemberg 2016 im Landtagswahlkreis Ettlingen und bei der Bundestagswahl 2017 im Bundestagswahlkreis Karlsruhe-Land. Bei der Bundestagswahl 2025 kandidierte Arpaschi als AfD-Direktkandidat im Bundestagswahlkreis Rastatt (Wahlkreis 273), wo er 22,2 % der Erststimmen erreichte, aber Kai Whittaker (CDU) unterlag. Über Platz 11 der Landesliste der AfD Baden-Württemberg wurde Arpaschi im Februar 2025 in den Deutschen Bundestag gewählt.
Zu seinen politischen Interessengebieten gehören insbesondere Verkehrspolitik, Stadtbau, Stadtplanung, Wohnungsbau, Umweltpolitik und Maßnahmen zur Bekämpfung von Illegaler Migration.
Arpaschi ist Mitglied des Vorstands der Deutsch-Französischen Parlamentarischen Versammlung.